# Lymfevatenstelsel

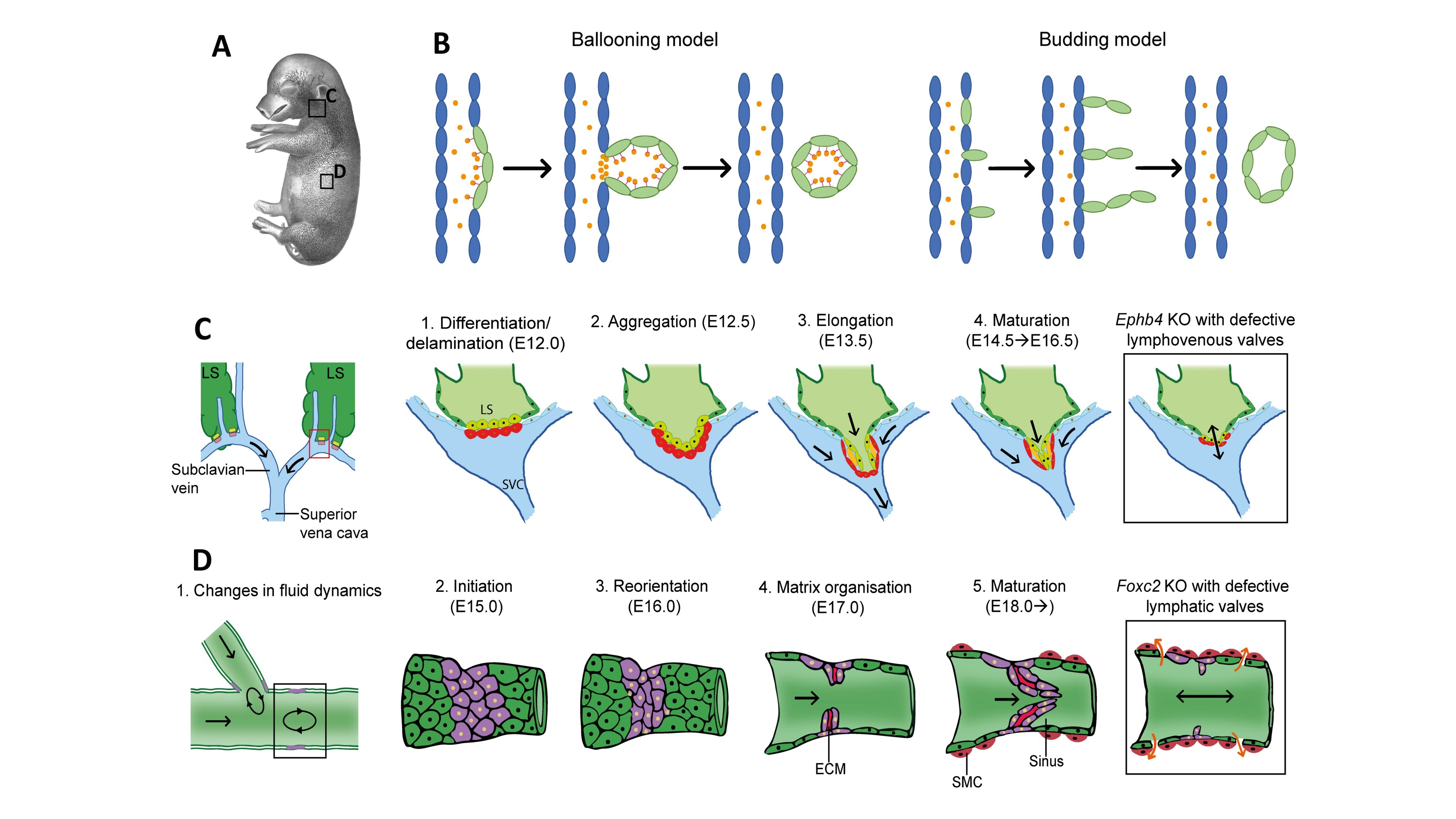
Vorming lymfevaten

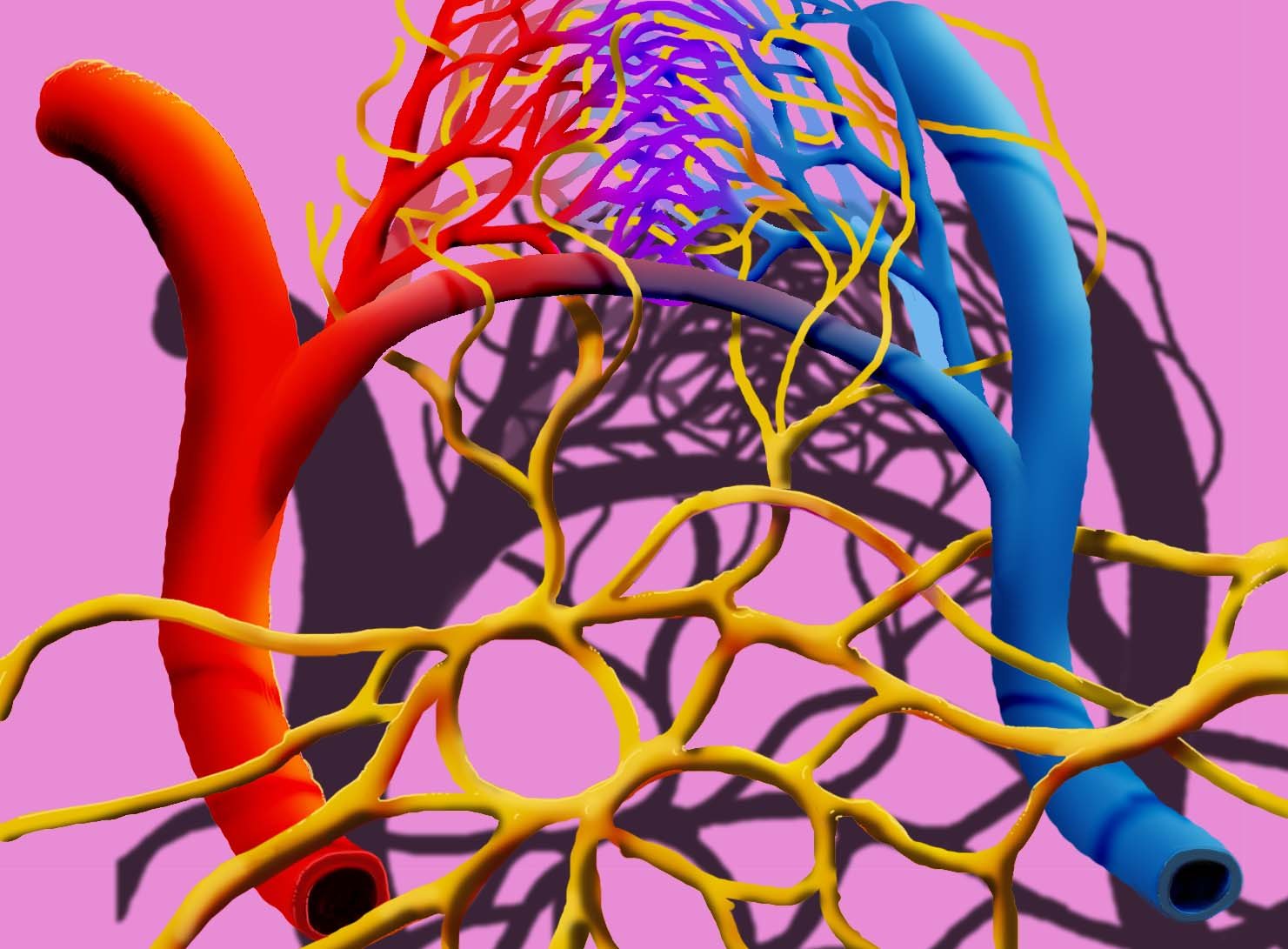
Schematische weergave van de relaties (op longniveau) tussen het lymfestelsel (geel) en het bloedvatenstelsel, slagaders in rood en aders in blauw)

Het lymfevatenstelsel of systema lymphoideum is het geheel van organen, vaten en weefsels in het lichaam van gewervelde dieren waarin zich hoofdzakelijk lymfe en lymfocyten bevinden en getransporteerd worden.

## Stelsel
Lymfevaten gaan over in lymfebanen die uiteindelijk samenkomen in lymfeklieren, deze zijn vooral gelegen in de hals, in de buikholte, aan het sleutelbeen, onder de oksels en in de liezen. Vervolgens komt alle lymfevocht via twee grote verzamelvaten achter het sleutelbeen in de bovenste holle ader terecht. De gezuiverde lymfe wordt zo weer in de bloedsomloop opgenomen. Het linker verzamelvat is veel groter dan het rechter omdat het de  lymfe afkomstig uit beide benen verwerkt.
Het stelsel maakt deel uit van de veneuze bloedsomloop en fungeert als een drainagesysteem van het lichaam dat begint in de lymfevaten en eindigt in grote aders. Het stelsel is van groot belang bij de afweer in het menselijk lichaam, voorkoming van een auto-immuunrespons, transport van bloedcellen, afbraak en rijping van lymfocyten alsmede het reinigen van het bloed. Het stelsel vervult een immuunafweerfunctie van het lichaam door de aanwezigheid van lymfocyten in lymfeklieren, die via de lymfe en de grote borstbuis in de bloedsomloop worden gebracht.
Het lymfevatenstelsel ligt nagenoeg parallel aan de bloedvaten en is een open systeem, in tegenstelling tot de bloedsomloop. Het bestaat uit lymfevaten, lymfebanen en lymfeklieren. Lymfe dat de bloedbaan heeft verlaten, wordt vanuit de extracellulaire ruimte opgezogen door de lymfevaten. Die transporteren lymfe via de lymfeknopen terug naar de bloedbaan. De milt behoort niet tot het lymfestelsel, maar voert een soortgelijke functie uit in het bloedvatenstelsel.

## Lymfocyten
Het lymfe bevat lymfocyten, die tot de leukocyten behoren. De lymfocyten zijn betrokken bij de afweer in het menselijk lichaam. Er zijn T-lymfocyten (die danken hun naam aan de thymus of zwezerik), B-lymfocyten en cytotoxische T-cellen. Deze cellen detecteren bepaalde antigenen (lichaamsvreemde stoffen). B-cellen kunnen zich via het MHC-complex presenteren na fagocytose (het "opeten") van lichaamsvreemde stoffen zoals een bacterie of virus. De T-lymfocyten kunnen de betreffende cel doden en/of geven informatie door aan de B-lymfocyten die daarop weer veranderen in plasmacellen. Deze plasmacellen maken immunoglobulinen aan die weer specifiek hechten op lichaamsvreemde stoffen. 
B-lymfocyten kunnen ook zelf lichaamsvreemde stoffen herkennen en tot productie van immunoglobulinen overgaan. Daardoor worden de lichaamsvreemde cellen (of virus bevattende cellen) weer herkend door T-cellen die ze onschadelijk maken. Dit proces van herkenning en onderwijzen van de B-cellen gebeurt in de lymfeklieren via complexe signaleringssystemen. Om een aanval van de lymfocyten op lichaamseigen cellen te voorkomen vindt in de thymus een proces plaats waarbij T-lymfocyten die lichaamsantigenen herkennen direct sterven, voordat ze uitgerijpt zijn. Voor B-lymfocyten geldt een vergelijkbaar proces van herkenning. Immuungestoorde ziekten kunnen optreden wanneer dit proces niet goed verloopt.

## Afwijkingen
De lymfeklieren kunnen van belang zijn voor de diagnose van bepaalde infectieziekten. Verder zijn de lymfeklieren plekken waar uitzaaiingen van kanker kunnen ontstaan. Kankercellen kunnen zich soms via de lymfebanen verspreiden, en uitzaaiingen veroorzaken in de lymfeklier. Het eerste station waarnaar een maligniteit zich verspreidt, wordt de schildwachtklier genoemd. Indien een biopt (stuk weefsel verwijderd door middel van naald of iets dergelijks) uit een schildwachtklier "negatief" is, betekent dit dat er geen maligne (ongeremd delende) cellen zijn aangetroffen. De kans dat de kanker in zo'n geval ergens anders is uitgezaaid is erg klein.
Daarnaast zijn er tal van andere afwijkingen aan een lymfeklier of lymfevat mogelijk. Bij sommige ontstekingen van hand of voet ziet men weleens een rode streep over de hand of het onderbeen naar boven lopen doordat een lymfevat is gaan ontsteken; dit heet lymfangitis. Na een operatie voor diverse soorten van kanker, waaronder borstkanker, waarbij soms een groot aantal lymfeklieren uit de oksel of lies wordt weggenomen, kan de lymfeafvoer verstoord zijn met als gevolg een permanent dikke arm of been aan die kant; dit veroorzaakt een ophoping die een lymfoedeem wordt genoemd.
In het lymfevatenstelsel zelf kan ook kanker ontstaan (lymfeklierkanker). Hierbij wordt onderscheid gemaakt tussen ziekte van Hodgkin en non-hodgkinlymfoom (NHL).

## Geschiedenis
Het lymfevatenstelsel werd voor het eerst in 1622 ontdekt bij een hond, door Gaspare Aselli, maar deze ontdekking werd pas dertig jaar later in de publiciteit gebracht en verder uitgewerkt door Jean Pecquet. In het Nederlands werd hierover voor het eerst in 1688 gepubliceerd door de Brugse stadschirurg Pieter Lanbiot.
skelet ·  spierstelsel ·  spijsverteringsstelsel ·  ademhalingsstelsel ·  borstholte ·  urinewegstelsel ·  voortplantingssysteem ·  endocrien systeem ·  hart en vaatstelsel ·  lymfevatenstelsel ·  zenuwstelsel ·  zintuigen ·  huid